# Combretum longispicatum
Combretum longispicatum är en tvåhjärtbladig växtart som först beskrevs av Adolf Engler, och fick sitt nu gällande namn av Adolf Engler och Diels. Combretum longispicatum ingår i släktet Combretum och familjen Combretaceae. Inga underarter finns listade i Catalogue of Life.